# 橘道貞
橘 道貞（たちばな の みちさだ）は、平安時代中期の貴族。下総守・橘仲任の子。官位は正四位下・陸奥守。

## 経歴
長徳元年（995年）ごろ和泉式部と結婚。和泉式部の女房名は道貞が和泉守であったことに因む。
一条朝にて和泉守・陸奥守などを歴任した地方官僚でいわゆる受領階級に属する。他に京官として太皇太后宮権大進として太皇太后・昌子内親王（冷泉天皇后）に仕えた。藤原道長の側近で、兄の道時と共に「道」の字を与えられたという。長保5年（1016年）4月16日朝に卒去。

## 官歴
- 長保元年（999年） 9月22日：見和泉守[2]。12月5日：見兼太皇太后宮権大進（太皇太后・昌子内親王）[2]
- 寛弘元年（1004年） 3月7日：見陸奥守[3]。3月17日：叙位（赴任賞）[3]
- 時期不詳：正四位下[4]
- 長和5年（1016年） 4月16日：卒去[5]

## 系譜
- 父：橘仲任[4]
- 母：不詳
- 妻：和泉式部 - 大江雅致の娘[4]
  - 女子：小式部内侍[4] - 上東門院女房、藤原教通妾
- 生母不明の子女
  - 男子：橘通道
  - 女子：藤原資業室[6]

## 登場作品

### 文芸
- 鳥越碧『後朝‐和泉式部日記抄』講談社、1993年、ISBN 978-4-06-206670-9
  - 文庫版、1997年、ISBN 978-4-06-263632-2

### 映像

#### 歴史番組
- 『歴史秘話ヒストリア』（2009年、2014年[注 1]、NHK） - 演：炭釜基孝[7][8]